# Tunnel du Menouve
Le tunnel du Menouve est un tunnel routier jamais réalisé, au-dessous du mont de Menovy (ou du Menouve - 3 047 m) qui aurait dû relier l'Italie et la Suisse, ayant anticipé de presque un siècle le tunnel du Grand-Saint-Bernard.

## Histoire
Voulu vers le milieu du XIXe siècle par la Confédération suisse et par le royaume de Sardaigne afin de développer le transport et le commerce international, il représente l'un des premiers projets de tunnels routiers entamés dans les Alpes.
L'ébauche du projet a été mise au point par Georges Carrel, avec le soutien du député Jean-Laurent Martinet. Le tunnel aurait dû relier le vallon du Menouve, aujourd'hui sur la commune d'Étroubles, au val d'Entremont.
Les travaux, entamés en 1856, ont duré pendant 9 mois, les 20 ouvriers impliqués travaillant dans des conditions extrêmes pendant la saison froide. En 1857, l'œuvre a été suspendue à cause des coûts, lorsque 70 mètres avaient déjà été creusés du côté valdôtain. Le projet italo-suisse a été alors définitivement abandonné.
Une moraine artificielle sur le versant valdôtain témoigne de cet événement.